# سامسونج بيم i8520
سامسونج جالاكسي بيم i8520 (بالإنجليزية: Samsung Galaxy Beam i8520)‏ هو هاتف ذكي من سامسونج يعمل بنظام أندرويد تم الكشف عنه في فبراير 2010، تم طرحه في الأسواق في 17 يوليو 2010.

## الخصائص
- نظام التشغيل: أندرويد
- الكاميرا الأمامية: VGA
- الكاميرا الخلفية: 8 ميجابكسل
- الشاشة: شاشة لمس
- الوزن: 156 غرام
- المعالج: 720 ميجا هرتز
- الذاكرة: 16 جيجابايت